# Pilot (hop)
Pilot is een hopvariëteit, gebruikt voor het brouwen van bier.
Deze hopvariëteit is een “bitterhop”, bij het bierbrouwen voornamelijk gebruikt voor zijn bittereigenschappen. Deze nieuwe Engelse hoogalfa-hopvariëteit werd door Charles Faram & Co Ltd.  op de markt gebracht in 2002.

## Kenmerken
- Alfazuur: 8 – 12%
- Bètazuur: ?
- Eigenschappen: mild, kruidig en grassig karakter met citroentoetsen